# Pterolophia cylindricollis
Pterolophia cylindricollis là một loài bọ cánh cứng trong họ Cerambycidae.